# ملائكة تشارلي (فلم 2000)
ملائكة تشارلي (بالإنجليزية: Charlie's Angels) هو فيلم أكشن كوميدي، وهو الجزء الأول من سلسلة أفلام ملائكة تشارلي، عرض في 3 نوفمبر 2000 في الولايات المتحدة.

## القصة
تدور الأحداث حول ثلاث فتيات مثيرات تم تدريبهم قتاليا على يد رئيسهم الغامض، للدفاع عن النفس، حتى يتم تورطهم مع جماعات خطيرة، ومحاولاتهم للنيل منهم والنجاة بأنفسهم.

## طاقم التمثيل
- كاميرون دياز
- درو باريمور
- لوسي لو
- بيل موري
- سام روكويل
- كريسبين غلوفير
- تيم كاري

## روابط خارجية
- مقالات تستعمل روابط فنية بلا صلة مع ويكي بيانات